# Cristina de Hesse-Eschwege
Cristina de Hesse-Eschwege (30 de outubro de 1649 - 18 de março de 1702) foi a esposa do duque Fernando Alberto I de Brunsvique-Luneburgo.

## Família
Cristina foi a filha mais velha do conde Frederico de Hesse-Eschwege e da princesa Leonor Catarina do Palatinado-Zweibrücken-Kleeburg. Os seus avós paternos eram o conde Maurício de Hesse-Cassel e a princesa Juliana de Nassau-Dillenburg. Os seus avós maternos eram o príncipe João Casimiro de Zweibrücken-Kleeburg e a princesa Catarina da Suécia. Um dos seus tios maternos era o rei Carlos X Gustavo da Suécia.

## Casamento e descendência
Cristina casou-se no dia 25 de novembro de 1667 com o duque Fernando Alberto I de Brunsvique-Luneburgo de quem teve nove filhos:
1. Leopoldo Carlos de Brunsvique-Luneburgo (30 de janeiro de 1670 - 4 de março de 1671), morreu aos 14 meses de idade.
2. Frederico Alberto de Brunsvique-Luneburgo (5 de janeiro de 1672 - 27 de janeiro de 1673), morreu com um ano de idade.
3. Sofia Leonor de Brunsvique-Luneburgo (5 de março de 1674 - 14 de janeiro de 1711), morreu aos 36 anos sem descendência.
4. Cláudia Leonor de Brunsvique-Luneburgo (29 de novembro de 1675 - 30 de julho de 1676), morreu aos 20 meses de idade.
5. Augusto Fernando de Brunsvique-Luneburgo (29 de dezembro de 1677 - 2 de julho de 1704), morreu em batalha aos 26 anos de idade.
6. Fernando Alberto II de Brunswick-Wolfenbüttel (29 de maio de 1680 - 2 de setembro de 1735), casado com a princesa Antónia Amália de Brunswick-Wolfenbüttel; com descendência.
7. Fernando Cristiano de Brunsvique-Luneburgo (4 de março de 1682 - 12 de dezembro de 1706), morreu aos 24 anos sem descendência.
8. Ernesto Fernando de Brunsvique-Luneburgo (4 de março de 1682 - 14 de abril de 1746), casado com a duquesa Leonor Carlota da Curlândia; com descendência.
9. Henrique Fernando de Brunsvique-Luneburgo (11 de abril de 1684 - 7 de setembro de 1706), morreu aos 22 anos sem descendência.